# Portalápices

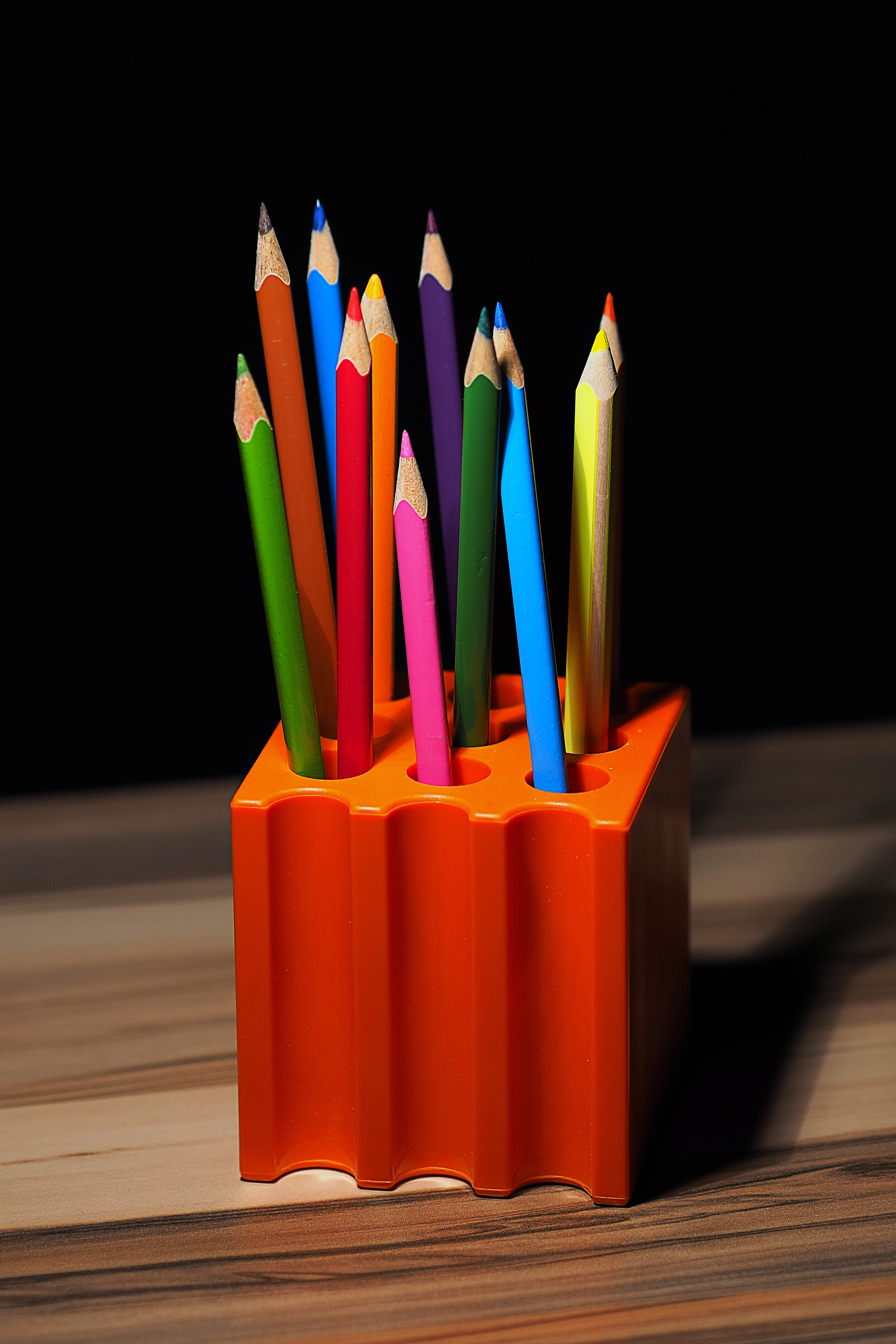
Portalápices

El portalápices es un objeto que tiene como principal función sostener y mantener los lápices, bolígrafos y otros útiles de dibujo o escritura de forma ordenada y al alcance para utilizarlos de forma rápida en determinadas situaciones. De este modo, se dan mayores facilidades para hacer uso de ellos y no perder tiempo en buscarlos, sin despreciar el aporte decorativo que ofrecen.
A través del reciclado, se pueden elaborar artesanalmente con latas, botellas, cajas de té, etc.
Se pueden encontrar en oficinas, escritorios, espacios de estudio, entre otros.
Los portalápices son cada vez más sofisticados en ámbitos tecnológicos y decorativos, pudiendo encontrarlos de materiales diversos tales como papel, madera, acrílico o metal. Los modelos y temáticas del portalápices son muy amplios, siendo populares los de animales, paisajes, deportes, etc. Algunos tienen funciones adicionales como reloj, alarma, portarretratos, etc. aportándole muchas más utilidades.